# 1960年東京オリンピック構想
1960年東京オリンピック構想（1960ねんとうきょうオリンピックこうそう）では1960年夏季オリンピック開催地に東京都が立候補したことについて記述する。
1952年、オリンピックに復帰することになった日本は、同年5月に1960年第17回夏季オリンピックを東京に招致する意向を表明したが、1955年6月15日の第50次IOC総会の投票において第1回目の投票で落選した。東京は1940年夏季オリンピックの開催地として選ばれたが、日中戦争の拡大により開催を返上している。

## 開催計画
- 会期：1960年7月30日 - 8月14日[1]

予定会場
- メイン会場：明治神宮外苑
  - 陸上競技場 - 陸上競技・サッカー・ホッケー・馬術障害飛越個人・開閉会式 敷地面積94,000平米・収容人数100,000人規模に改築
  - 明治神宮水泳場 - 水球
  - 水泳スタジアム（新設） - 競泳 陸上競技場南側に長さ50m・幅25mの競泳プールと25m四方の飛込プールや客席35,000席を整備
  - 東京体育館 - バスケットボール・ボクシング・体操・レスリング
  - 秩父宮ラグビー場 - サッカー・ラグビー（公開競技）
  - 明治神宮野球場 - 野球（公開競技）
  - この他候補地として旧駒場練兵場、上板橋緑地等も挙げられていた[3]。
- 戸田漕艇場 - ボート 幅7m・深さ3mから幅10m・深さ4mに拡張を計画
- 荒川戸田漕艇場付近-足立新田付近 - カヌー
- 後楽園競輪場 - 自転車トラック競技・ホッケー
- 馬事公苑 - 馬術
- 東京競馬場 - 馬術
- 相模原市・座間市周辺 - 馬術耐久競技・近代五種馬術 馬術主会場を馬事公苑とした場合に使用を計画
- 朝霞射撃場 - ライフル射撃
- 村山射撃場 - クレー射撃
- 横浜港沖 - ヨット
- 武蔵野サッカー場 - サッカー
- 東京都美術館 - 芸術展示
- 選手村[4]
  - 男子 - 代々木ワシントンハイツ跡
  - 女子 - 新宿区戸山町
- その他ウエイトリフティング・バレーボール・フェンシング・レスリング・体操の本競技に対応可能な屋内競技場として後楽園アイスパレス・後楽園ローラースケート場・蔵前国技館・両国国技館・日活スポーツセンター、サッカー・ラグビー・ホッケーの本競技に対応可能な球技場として小石川運動場が挙げられていた[2]。

聖火リレー
- オリンピア-アテネ間の後飛行機を用いて東京へ移送する簡易な案の他、チンギス・ハーンやイタリア宣教師の遠征に因んだヒマラヤ北部またはフランス宣教師の布教に因んだヒマラヤ南部経由のルート、マルコ・ポーロに因んだヒマラヤを南に避けるルート、シベリア経由ルートが候補として挙げられた。

## 招致活動の経過
- 1952年
  - 5月19日 - 東京都議会でオリンピック招致を決議[6]。
  - 6月23日 - 日本体育協会で行われた国際委員会、理事会の合同会で第3回アジア競技大会開催地として東京都を推すことを決定[7]。
  - 7月2日 - 1960年夏季オリンピック東京招致のため東京都の春彦一副知事、東龍太郎IOC委員・日本体育協会会長、高石真五郎IOC委員がスイスのローザンヌへ出発[8]。
  - 7月4日 - 都議会で1960年オリンピック招致委員会を都議会全員で構成し、その中から実行委員25名を選ぶことを決定[9]。
  - 7月10日 - 東、高石両IOC委員と春東京都副知事がエドストレームIOC会長を訪問[10]。
  - 7月12日 - IOC実行委員会が、1960年夏季オリンピック開催地の決定を3年後に延期[11]。
  - 7月16日 - IOC総会で次期IOC会長にアメリカのアベリー・ブランデージを選出。
  - 7月19日～8月3日 - ヘルシンキオリンピック開催。
  - 7月24日 - ヘルシンキでアジア競技連盟総会が開かれ、1958年アジア競技大会を日本で開くことを決定。開催地は日本NOCが決めることになる[12]。
  - 8月9日 - 都議会オリンピック招致実行委員会、委員長に中塚栄次郎を選出[13]。
  - 11月28日 - 日本体育協会国際委員会は、第3回アジア大会を東京で開くことを決定[14]。
- 1953年
  - 3月7日 - 1960年夏季オリンピック招致の決議を衆議院で可決[15]。
  - 12月16日 - 都議会オリンピック招致実行委員会、会場候補地の最終案として明治神宮外苑を決定[16]。
- 1954年
  - 10月9日 - IOC事務局、東京が1960年大会の開催地として立候補したと発表[17]。
  - 12月2日 - 衆議院予算委員会で各派共同提案の国立競技場を神宮外苑に建設する案が全会一致で可決[18]。
  - 12月11日
    - 日本体育協会競技団体の打合せ会が開かれ、招致成功時の競技種目、期間などを決めた[19]。
    - イタリアオリンピック委員会は1960年夏季オリンピックをローマに招致することを正式に決定。
- 1955年
  - 4月21日 - ブランデージIOC会長、来日。翌日の記者会見において、東京の1960年オリンピック招致について、競争が激しく困難との見通しを語った。
  - 6月15日 - フランス・パリで開催された第50次IOC総会において投票が行われた。

| 都市           | NOC        | 1回目 | 2回目 | 3回目 |
| ローマ         | イタリア   | 15    | 26    | 35    |
| ローザンヌ     | スイス     | 14    | 21    | 24    |
| デトロイト     | アメリカ   | 6     | 11    |       |
| ブダペスト     | ハンガリー | 8     | 1     |       |
| ブリュッセル   | ベルギー   | 6     |       |       |
| メキシコシティ | メキシコ   | 6     |       |       |
| 東京           | 日本       | 4     |       |       |

## その後
1955年10月10日、東京都議会は第18回大会の招致を満場一致で決議し、1964年の東京オリンピック開催を目指すことになった。